# Municipio de Amboy (Ohio)
El municipio de Amboy (en inglés, Amboy Township) es un municipio del condado de Fulton, Ohio, Estados Unidos. Tiene una población estimada, a mediados de 2023, de 1838 habitantes.

## Geografía
Está ubicado en las coordenadas 41°41′34″N 83°55′41″O / 41.69278, -83.92806. Según la Oficina del Censo, tiene una superficie total de 67.1 km², de los cuales 66.9 km² corresponden a tierra firme y 0.2 km² están cubiertos de agua.

## Demografía
Según el censo de 2020, en ese momento había 1878 personas residiendo en la zona. La densidad de población era de 28.1 hab./km². El 94.78 % de los habitantes eran blancos, el 0.21 % eran afroamericanos, el 0.16 % eran amerindios, el 0.16 % eran asiáticos, el 0.69 % eran de otras razas y el 3.99 % eran de una mezcla de razas. Del total de la población, el 2.88 % eran hispanos o latinos de cualquier raza.